# پالووه
پالووه (به لاتین: Paluweh) یک آتشفشان چینه‌ای در اندونزی است که در سیکا واقع شده‌است. پالووه ۸۷۵ متر بالاتر از سطح دریا واقع شده‌است.